# Kostel svatého Ulricha (Aichen)
Katolický farní kostel svatého Ulricha v Aichenu v Bavorsku byl postaven roku 1727. Stojí na St.-Ulrich-Straße 21 a je chráněnou památkou.

## Historie
V roce 1727 byl na místě původního kostela z 15. století postaven nový kostel. Je jednolodní, se sedlovou střechou a čtvercovou severní věží se stanovou střechou. Stavitelem by pravděpodobně Michael Stiller. Původní chór získal novou štukovou výzdobu. Fresky v lodi a chóru jsou z roku 1727.
Po rekonstrukci kostela v roce 1995 začleněn neorenesanční oltář z roku 1883 vytvořený podle Josefa Hilbera z Krumbachu.